# Music (album de Madonna)
Music este al optulea album de studio al artistei americane Madonna, lansat pe 18 septembrie 2000. A fost certificat cu Aur, Platină și 2xPlatină pe 25 octombrie 2000 și 3xPlatină pe 21 noiembrie 2005, denotând peste 13 milioane de copii vândute în întreaga lume.

## Conținut
| #  | Titlu                                             | Compozitori                                                                       | Producători                                  | Durată |
| -- | ------------------------------------------------- | --------------------------------------------------------------------------------- | -------------------------------------------- | ------ |
| 01 | "Music"                                           | Madonna, Mirwais Ahmadzaï                                                         | Madonna și Mirwais Ahmadzaï                  | 3:44   |
| 02 | "Impressive Instant"                              | Madonna, Mirwais Ahmadzaï                                                         | Madonna și Mirwais Ahmadzaï                  | 3:37   |
| 03 | "Runaway Lover"                                   | Madonna, William Orbit                                                            | Madonna și William Orbit                     | 4:47   |
| 04 | "I Deserve It"                                    | Madonna, Mirwais Ahmadzaï                                                         | Madonna și Mirwais Ahmadzaï                  | 4:23   |
| 05 | "Amazing"                                         | Madonna, William Orbit                                                            | Madonna și William Orbit                     | 3:43   |
| 06 | "Nobody's Perfect"                                | Madonna, Mirwais Ahmadzaï                                                         | Madonna și Mirwais Ahmadzaï                  | 4:58   |
| 07 | "Don't Tell Me"                                   | Madonna, Mirwais Ahmadzaï, Joe Henry                                              | Madonna și Mirwais Ahmadzaï                  | 4:40   |
| 08 | "What It Feels Like for a Girl"                   | Madonna, Guy Sigsworth, David Torn conține un sample din filmul The Cement Garden | Madonna, Guy Sigsworth și Mark "Spike" Stent | 4:43   |
| 09 | "Paradise (Not for Me)"                           | Mirwais Ahmadzaï, Madonna                                                         | Mirwais Ahmadzaï și Madonna                  | 6:33   |
| 10 | "Gone"                                            | Madonna, Damian Le Gassick, Nik Young                                             | Madonna și William Orbit                     | 3:25   |
| 11 | "American Pie" (Bonus track outside the U.S.)     | Don McLean                                                                        | Madonna și William Orbit                     | 4:33   |
| 12 | "Cyberraga" (Track bonus în Japonia și Australia) | Madonna și Talvin Singh                                                           | Madonna and Talvin Singh                     | 5:31   |